# 永楽帝
永楽帝（えいらくてい、至正20年4月17日〈1360年5月2日〉- 永楽22年7月18日〈1424年8月12日〉)は、明の第2代ないし第3代皇帝(在位:建文4年6月17日〈1402年7月17日〉 - 永楽22年7月18日〈1424年8月12日〉)。姓は朱（しゅ）。諱は棣（てい）。廟号は太宗（たいそう）のちに成祖（せいそ）。太祖朱元璋の四男。
その在位中の元号「永楽」から永楽帝と呼ばれる。

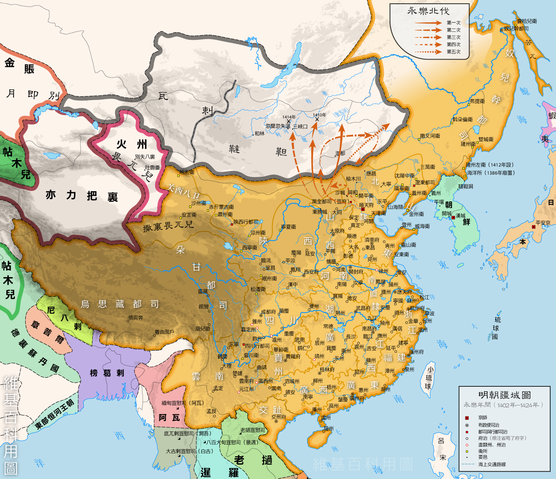
永楽年間の明の版図

## 生涯

### 即位まで

#### 燕王時代
至正20年4月17日（1360年5月2日）、朱元璋（後の洪武帝）の第四子として生まれる。母は朱元璋の正妻馬皇后であると『明史』「成祖本紀」には書かれているが、馬皇后の実子ではないと見られている。
生まれた時には五色の光が部屋に満ちて数日間消えなかったという。この時期、朱元璋は応天府（現南京市）に本居を構えた有力な群雄の一人であったが、東に張士誠・西に陳友諒の強敵に挟まれた苦しい情勢にあった。そのせいか朱棣ら皇子たちには長らく正式な名が与えられず、明の成立直前の呉元年（1367年）になってようやく名がつけられた。幼少期の朱棣は学問に熱心で学問の内容も経書に限らず、諸子の学・歴史・天文・地理と幅広い範囲に及び、一度読んだ本は忘れない抜群の記憶力を示した。
洪武帝は張士誠・陳友諒を撃破後、北の元を攻めてモンゴル高原に追いやった（北元）後、洪武3年（1370年）に国内の所々に自らの息子たちを封建した。長子朱標は皇太子となり、次子朱樉は秦王（王府西安）、三子朱棡は晋王（王府太原）、そして四子朱棣は燕王（王府北平）に封じられた。ただし実際に北平に赴いたのは洪武13年（1380年）、朱棣21歳の時である。
北平は元の首都大都の跡地であり、最重要地であったこの場所に配置された朱棣は洪武帝から高い評価を受けていた。また功臣徐達の娘を妃（後の仁考文皇后（徐皇后））とされたことも洪武帝からの評価の高さを示していると考えられる。
この期待に応えて朱棣は兄朱棡と共に洪武23年（1390年）、洪武25年（1392年）、洪武29年（1396年）と長城を越えて北伐を行い、ことごとく勝利した。洪武帝はこれ（第一次遠征後に）を喜んで「北顧の憂いなし」と述べたと伝わる。
洪武25年（1392年）に皇太子で長兄の朱標が死去。洪武帝は朱棣を後継としてはどうかと群臣に諮ったが、燕王の兄である秦王・晋王の二人はどうするのですか？と反問されたために取り止め、朱棣を後継にできないことを嘆き悲しんだ。洪武帝は後継として朱標の次男（長男は早世）である朱允炆を皇太孫とした。
皇太孫に建てられた時に允炆は16歳、心優しい性格で父朱標が病床にあった時には自らの寝食を忘れて看病に当たり、允炆の方がやせ細ってしまったという。洪武帝はこの優しい孫を慈しんだが、同時にこの性格で皇帝としてやっていけるかが心配になり、それまで行っていた功臣粛清を再び起こし（藍玉の獄）、功臣たちをほぼ全滅に追い込んだ。

#### 靖難の変（靖難の役）

靖難の役

洪武31年（1398年）、洪武帝が崩御。朱允炆が即位する（建文帝）。建文帝は皇太孫に選ばれた年に太常寺卿黄子澄を召して燕王ら諸王に対してどう対処するべきかを問い、黄子澄は呉楚七国の乱を例に挙げて、政府軍が出動すれば諸王の軍など問題にならないという楽観論を唱えた。建文帝を輔弼したのが黄子澄・兵部尚書斉泰・翰林院侍講方孝孺らで、この内の黄子澄・斉泰によって削藩、すなわち諸王を排除する政策が行われた。
建文帝ら南京政府の第一目標は当然燕王朱棣であったが、まず燕王の同母弟である周王朱橚を捕えて庶人に落とし、連座して斉王・岷王・代王・湘王が処分した。そして政府は燕王に対する圧力を内外から加えていった。都督宋忠を北平の北にある開平に駐屯させ、燕王配下の精鋭たちを宋忠の下に引き抜いた。また燕王府の長史葛誠を取り込み、スパイとすることに成功した。この情勢の中で建文元年に自ら南京に赴いた燕王を、戸部侍郎の卓敬はこの機会に捕えようと上奏するが、建文帝に退けられた。燕王は北平に帰還したものの、政府によって逮捕された配下から不利な証言をされてしまう。これに対して燕王は狂ったふりをして難を逃れようとしたが、擬態であることが露見して失敗した。
進退窮まった燕王はついに南京政府に対しての挙兵を決断する。挙兵の会議の際に、急に風雨が強まって王宮の瓦が吹き飛ぶということが起きた。いざこれからという時に起きた不吉な出来事に燕王府の面々は動揺するものの燕王の腹心の一人道衍（俗名姚広孝）は「これは吉祥である。飛龍が天に登る時に起きた風によって瓦が落ちたのです。瓦は黄色いものに取り替えれば良いでしょう。」（龍・黄色い瓦は共に皇帝の象徴）と述べて周りを勇気づけた。決起の挙に出たのは建文元年（1399年）7月のことである。この時、燕王の手元にあった兵力はわずか800。これを張玉と朱能に分けて預け、政府軍の将軍張昺と謝貴を誘殺し、裏切り者の葛誠も殺した。将を失った政府軍は燕王軍に敵せず、北平城は完全に燕王軍の手に落ちた。
挙兵に当たり、燕王（以下朱棣と言い換える）は建文帝に対して上書して「建文帝に対する謀反ではなく、君側の奸である黄子澄と斉泰を討って朝廷を清めることを目的としている」と述べた。麾下の軍に対しても同じような訓戒を行い、軍を奉天靖難軍（天を奉じて、難を靖（しず）めるの意味）と称した。ここからこの戦争を靖難の役と称する。
北平を制圧した朱棣は世子高熾（後の洪熙帝）を北平に残し、次男朱高煦・三男朱高燧を連れて出撃。通州・薊州・居庸関・懐来・遵化・永平など北平周辺の要地をわずか20日たらずの間に占拠した。対して南京政府は数少ない太祖時代の生き残り家臣耿炳文に30万の軍を預けて討伐に向かわせた。しかし進発の際に建文帝は兵士たちに対して「叔父殺しの不名誉を朕に与えることがないように注意せよ」と訓戒した。この言葉が兵士たちの士気を低下させたであろうことは想像に難くない。
耿炳文率いる軍は真定（現河北省正定県）に到着し、ここで軍を3つに分けてその一つ9000の部隊を雄県へと移動させた。朱棣は奇襲を仕掛けてこの部隊を打ち破り、さらに真定城に迫って包囲するものの耿炳文も体勢を立て直して守備に当たったので朱棣軍も引き上げた。戦況はまだまだこれからという状態だったのだが、動揺した建文帝は耿炳文を解任、李景隆を後任とした。李景隆は洪武帝時代の功臣李文忠の息子であったが、父と違い能力にも人格にも疑問符が付けられていた。李景隆のことを良く知っていた朱棣はこの報を聞いて大いに喜んだという。李景隆は50万と号する大軍を率いて北平城を包囲するも11月に朱棣軍に散々に打ち破られて大量の軍資を置いて徳州まで撤退した。
勢いに乗る朱棣は建文帝に再び上書して黄子澄と斉泰を非難した。これを受けた建文帝は両者を解任し、茹瑺を後任に据えた。建文帝としては朱棣が名指しで批判する両者を解任すれば朱棣が矛を収めると思っていたのかもしれないが、それは明らかな誤りであった。翌建文2年（1400年）に李景隆が勝手に和議を申し入れたが、朱棣はこれを突っぱねた。朱棣の目標は黄子澄らの排除ではなく皇帝の位にあったのである。その後、黄子澄と斉泰が一時的に復帰するが建文3年（1401年）閏3月以降は方孝孺が総指揮を執ることとなる。
建文2年（1400年）、朱棣軍は李景隆軍を蔚州と大同で打ち破る。冬が明けて4月、官軍も南京から徐輝祖（徐達の長男）率いる援軍が合流し、総勢60万、100万と号する大軍を北上させ白溝河にて相まみえた。戦いは当初平安・瞿能らの勇戦により政府軍が優勢に進めたが、後半に朱棣軍が盛り返し、瞿能は敗死、李景隆は南方の済南に逃亡、官軍の武器や食料はことごとく朱棣軍の手に落ちた。李景隆はさらに南方に逃れたが、山東参政の鉄鉉が斉南城を3カ月に渡って死守。軍に疲れを見た朱棣は北平にて留守を守っていた道衍からの勧めを受けて北平へと帰還するが、鉄鉉の追撃により大きな被害を受けて、滄州・徳州を奪還された。
この敗戦により李景隆は解任。鉄鉉は兵部尚書に昇進、軍の指揮は鉄鉉の配下にいた盛庸が執ることとなった。一度北平に戻った朱棣は兵を整えてから10月に軍を動かして滄州を奪還。さらに12月に東昌にて双方の主力同士が激突した（東昌の会戦）。戦いは当初は朱棣軍優勢であったが、盛庸の策により朱棣が敵軍に包囲される。朱能と張玉の奮戦により朱棣は脱出するものの張玉は戦死。朱棣軍全体でも1万の損害を出して、挙兵以来初めてとなる大敗北を喫した。意気消沈した朱棣だが、徐々に立ち直り翌建文3年（1401年）3月に再び出兵、滹沱河で盛庸と交戦して勝利。翌月閏3月には藁城で平安・呉傑率いる官軍6万を打ち破るという大勝利を収めた。この後で、政府側は黄子澄らを退けて朱棣との和議が模索されたが、朱棣はこれを拒否。その後、小競り合いが続いたが全体の戦況は膠着していた。
12月、建文帝の側にいた宦官が朱棣側に通じて南京の守備が薄いことを報告してきた。ここまで2年以上に渡る戦いを続けてきたが、戦況は芳しくない。このまま続けてもジリ貧だと見た朱棣はここで乾坤一擲の大博打に出る。全軍をもって長駆南京をつくことを目的として軍を進発させたのである。明けて建文4年（1402年）1月に滹沱河で再び官軍を撃破、途中の城には目もくれずに南下した。そのまま南下して徐州に進み、そこから宿州に入って3月にここで平安率いる政府軍と激突。戦況は不利に進み、食料も欠乏してしまう。朱棣軍は奇襲をかけるがこれも失敗。軍の士気は低下し北へ撤退することも検討されたが朱能の励ましにより再び決戦を挑む。ここで朱棣は次男の朱高煦を伏兵として配置し、これにより政府軍を打ち破ることに成功する。
破れた政府軍は霊璧に逃げてここで防衛を図るが、偶然と幸運も重なって朱棣軍の大勝に終わる。この勝利で戦いの趨勢は完全に朱棣側に決し、それまで洞ヶ峠を決め込んでいた各地の守備軍も争って朱棣の元に駆けつけた。この結果を聞いた黄子澄は「大勢は決した。万死を持ってしても国を誤らせた罪はつぐなえない」と嘆いた。
勢いを増した朱棣軍は5月、泗州から揚州城を制圧。動揺した政府は朱棣の従姉にあたる慶成郡主を使者として和議を持ちかけたが、朱棣は拒絶した。6月に入り長江を渡った朱棣軍は鎮江を占領。東進して南京に迫る。南京守備軍は朱棣軍に敵せず、金川門を守備していた李景隆は自ら門を開いて降伏し、最後まで抵抗したのは徐輝祖のみであった。
門が破れたことを知った建文帝は自ら宮殿に火を放って果てた。なお建文帝については生存説もある（詳しくは建文帝#生存説を参照）。

### 皇帝として
靖難の変に勝利した朱棣は群臣の薦めにより皇帝に即位する（以下永楽帝と呼び替える）。即位した永楽帝がまず行ったのは建文帝の下で政治を行ってきた「奸臣」の粛清である。

#### 粛清と革除
永楽帝は黄子澄・斉泰・方孝孺ら50数名を「奸臣榜」という名簿に入れ、これを随時処刑していった。黄子澄・斉泰は捕らえられて処刑され、一族の男子もほとんど全てが殺される。妻や姉妹など女性たちは教坊司という所に入れられて妓女とされた。方孝孺に対しては当初は懐柔して永楽帝即位の詔を書かせるつもりでいたのだが、方孝孺はこれに「燕賊簒位」（燕の賊が皇帝の位を簒奪した）の四文字で答えた。激怒した永楽帝は彼の一族・門弟を捕らえては牢獄の方孝孺の眼の前で処刑した。弟も処刑され、妻・子供たちは自殺。方孝孺自身も黄子澄・斉泰と同じ日に処刑された。連座して処刑された者は873名に上り、流刑などは数しれず。この方孝孺に対する処置は通常の九族（父族4母族3妻族2）に加えて友人・門生までも殺されたので特別に「十族」という言葉が使われる。
これら一連の粛清は壬午殉難と呼ばれる。また壬午殉難の内の一つ御史大夫景清の永楽帝暗殺未遂事件に際して行われた処刑は景清および一族を皆殺しにしたにとどまらず、景清の知人・友人をも処刑。さらに景清の郷里の者たちの財産の没収にまで及び、景清の郷里は廃墟と化した。これを当時の人達は「瓜蔓抄」（芋づる式に皆殺し）と呼んで恐れた。
一方で永楽帝にいち早く忠誠を誓った者は許されて登用された。南京の城門を開けて降伏した李景隆は曹国公とされて後の実録編纂時に総責任者となっている。また茹瑺は南京陥落の際すぐに永楽帝に即位するように勧め（この時は永楽帝は断った）忠誠伯との号を与えられ、李景隆と共に実録編纂に携わった。それ以外にも長きに渡って朝廷を支えた楊士奇・楊栄・楊溥のいわゆる三楊や、夏原吉・蹇義などもこの時の投降組である。ただ採用されたとはいえ永楽帝は彼らを心から信頼はせず、永楽帝の政治は道衍ら永楽帝に近しい者たちによって決定された。
建文帝を殺して帝位に就いた永楽帝は、簒奪の事実を糊塗するために建文帝の存在を歴史から抹殺しようとした。これを「革除」という。まず建文4年を洪武35年と呼び替え、翌年（1403年）を永楽元年とした。そして建文帝は正統の皇帝としての資格を剥奪される。これ以後長きに渡って建文帝の存在は認められなかったが、200年ほど後の万暦23年（1595年）に建文の元号が復活し、更に明の後を受けた清乾隆帝の乾隆元年（1736年）にようやく明の正統皇帝として認められた。また建文帝の下で既に完成していた『太祖実録』の改訂を命じた。この責任者に選ばれたのが前述の李景隆・茹瑺の2人である。この時に永楽帝が馬皇后の子であるとの付会が行われたと見られる。
しかしこのようなことをしても事実が消えて無くなるわけではない。当時から永楽帝の行為に批判的な人間は多かったようである。役終結後に道衍が故郷に錦を飾ろうと帰郷したが人々の反応は冷たく、実の姉すら道衍を追い返したという。これら簒奪と殺戮による罪は永楽帝の肩に重くのしかかった。これを払拭するためにも永楽帝は内外政に力を注がねばならなかった。

#### 内政

##### 遷都

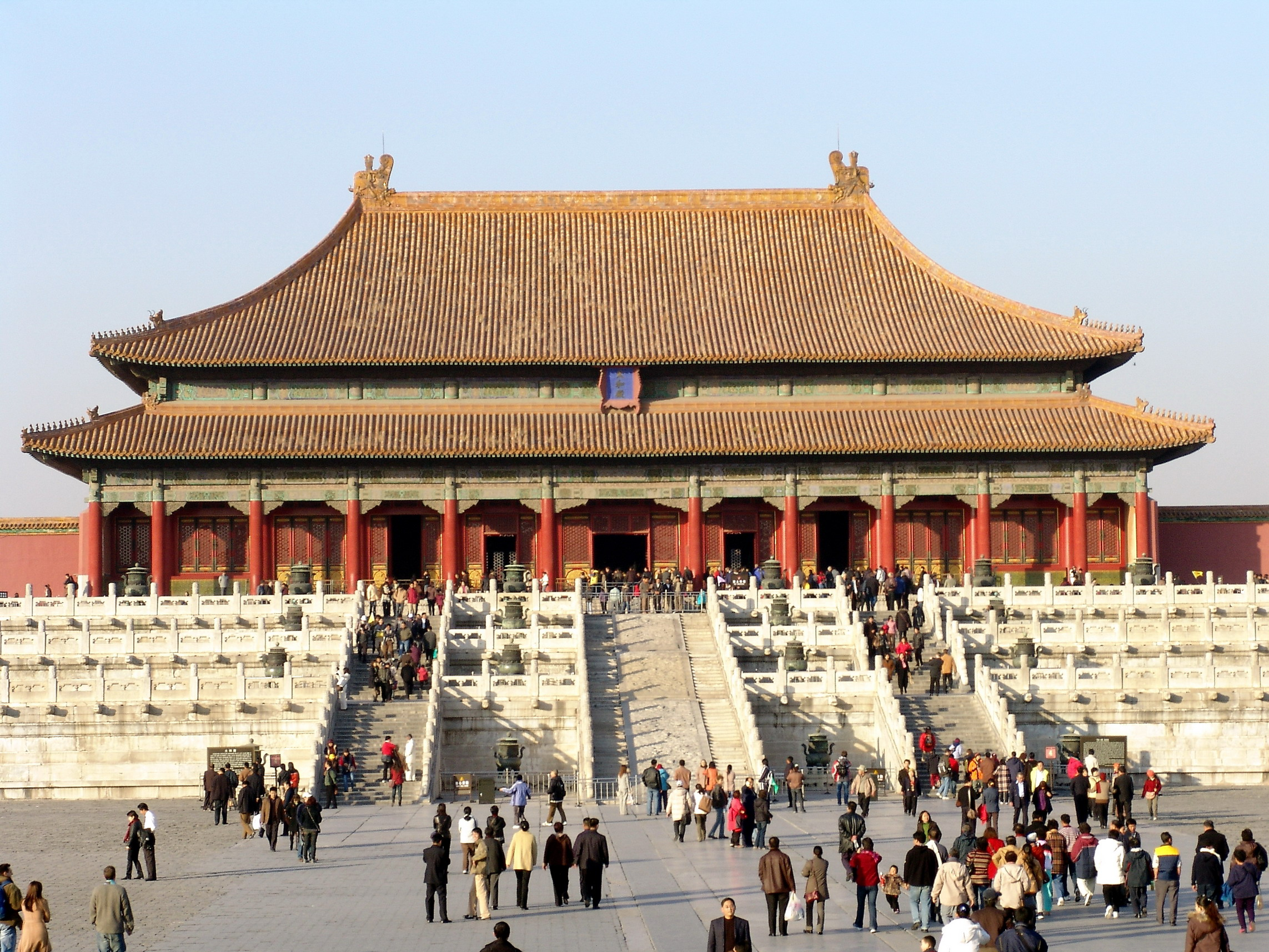
紫禁城

永楽帝は自身が燕王から皇帝に登ったことから同様のことが再発するのを恐れて谷王・寧王など北方の守りを担う諸王の兵権を取り上げて別地方に移した。こうなると北方の守りが不安になるが、これに対するために応天府（南京）から北平（永楽元年に北京に改称）へと都を移すことを決めた（永楽遷都）。ただし当時の経済の中心は江南にあり、北京は軍事的には良いが経済的には大きな問題がある。南北の流通を担う大運河は元朝の支配下で整備がされず途絶していたが、永楽帝はこれを整備し直して使用することにした。国都造営も永楽4年（1406年）から中断を挟んだ後に永楽14年から再開。この間に永楽帝は何度か北京巡幸を行い、その間は南京に長子朱高熾を監国として置いた。宮殿は永楽18年（1420年）末に完成し、それとともに遷都の詔を出して正式に北京へと遷都した。ただ群臣の中には遷都反対意見が多く残り、永楽帝死後に後を継いだ朱高熾（洪熙帝）により南京への再遷都が検討された。

##### 政治体制
これらの政策を決定するに当たり、永楽帝は洪武帝が創始した殿閣大学士制度を拡充して内閣大学士を始めた。洪武帝は独裁権を確立するために宰相職を廃止し、更に宰相に類する役職を置いてはならないとも遺言した。しかしあまりに皇帝に政務が集中したために諮問機関として殿閣大学士を置いた。永楽帝は建文投降組の解縉や楊士奇ら7人を翰林院から抜擢して自らの身近に置いた。これが内閣制度の始まりである。殿閣大学士はあくまで諮問機関であったが、内閣はそれを飛び越えて機密には参加した。ただし内閣もあくまで一機関に過ぎず、永楽帝は課題ごとにそれに対応した側近を呼んではその意見を聞いた。内閣制度の成立を持って明の専制体制は完成を迎えたと言える。
洪武帝は宦官を抑圧したが、永楽帝は後述する鄭和を始めとして多くの宦官を重用した。またそれまで諜報を司っていた錦衣衛に加えて、新しい特務機関東廠を設立して宦官をスパイとして諸方を監視させた。

##### 文化政策

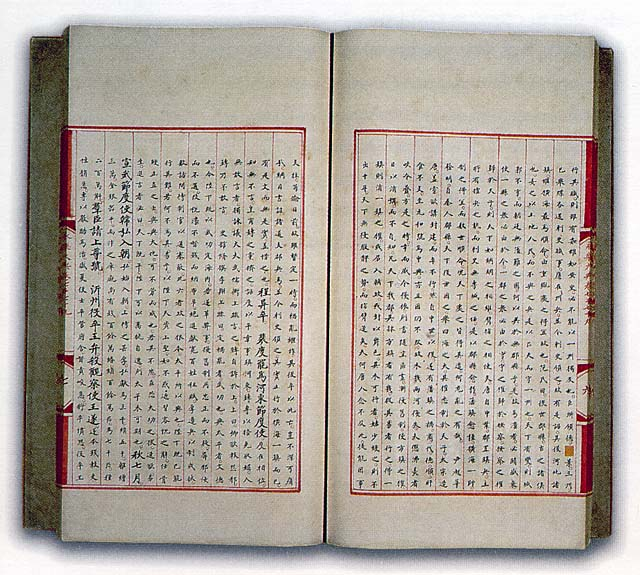
永楽大典

永楽帝の内政について最大の功績と称えられるのが『永楽大典』の編纂である。『永楽大典』は古今の経（儒教の経典）・史（歴史書）・子（諸子百家）・集（文学）および医学・天文・その他技芸書などなど世の中にある書物を一つにまとめて出版した大事業で、その全巻合わせて2万2千877巻、総冊数1万1千95冊という類書であった。この永楽大典は原本は明末の戦火により消失したものの嘉靖帝の時に副本が作られて清に受け継がれ、『四庫全書』の編纂に際して大いに参考にされた。その後この副本も1860年の円明園事件の際にイギリス・フランス連合軍によって消失し、現在はその数％が残るのみである。
それ以外には唐の太宗の『正義』に習って永楽十二年に『四書大全』・『五経大全』・『性理大全』の編纂を命じて翌年に完成した。科挙の試験をこれらの書の解釈に準拠したものとし、経典の解釈はこれに1本化されることとなった。しかしこのことで自由な発想が奪われて学問の発展を阻害したと後世からは非難される。顧炎武はこのことを「『大全』出でてより経説亡ぶ。」（『日知録』巻十八）と述べる。

#### 外政

##### モンゴル親征

永楽帝のモンゴル親征の行軍図

北の北元は洪武帝が発した藍玉率いる軍により打ち負かされ分裂状態にあったが、永楽六年ころにティムールの元に亡命していたベンヤシリがハーン位（オルジェイ・テムル）に就くと部族をまとめ上げて明と敵対、西方のオイラト部と抗争を繰り返した。この動きに脅威を感じたオイラトは明に入貢してその援助を受けようとした。永楽帝がオルジェイの元へ派遣した使者が度々殺されるに至り、永楽帝はモンゴル討伐を決めた。
はじめ、永楽帝は靖難の役の功労者丘福を大将軍に任命したが、丘福軍は全軍壊滅と、丘福たちは捕らえられるという惨敗を喫した。
この結果に怒った永楽帝は自ら軍を率いてモンゴルを討伐することを決意。崩御するまでに5回の親征を行い、その壮挙は「五度沙漠に出で三たび慮庭をたがやす（五出三犂）」と称えられている。
1度目の親征は永楽8年（1410年）に行われた。皇太子に北京の留守を任せて2月に北京を出発した軍は3月に長城を越えて2ヶ月の行軍の後に敵軍と遭遇。捕虜の証言によるとこの時点でモンゴルはオルジェイとその擁立者であったアルクタイに分裂してそれぞれ西と東に走ったということであった。永楽帝は自ら騎兵を率いてオルジェイを追撃してこれを打ち破った。オルジェイこそ逃がしたものの明軍の大勝であり、記念してこの地を滅胡山と名付けた。更に軍を東に進めて6月にアルクタイ軍と遭遇、これも撃破した。7月に北京に凱旋。この親征後、オルジェイはオイラートに殺され、アルクタイも明に投降したことでモンゴルの勢力は大幅に減退せざるを得ず、永楽帝の1度目の親征は大成功に終わった。
しかしモンゴルの勢力が低下したことでオイラートが勢力を伸長させ、明に対して反抗的な態度を取り始める。これに永楽帝は二度目の親征を行うこととする。永楽12年（1414年）3月、50万と号する大群を率いて北京を出発した。この遠征には皇長孫である朱瞻基（後の宣徳帝）も同行させて軍事について学ばせている。北京を出た軍は興和を経由して5月に砂漠に侵入、6月に敵軍と遭遇して会戦が始められた。ケルレン川・トラ川の分水嶺に当たるフラン・フシウンの地で行われたこの戦いは永楽帝の5回の親征のうちでも最も激しい戦いだったとされる。明の新兵器神機銃砲が威力を発揮して敵軍に大きな打撃を与えるも明側もオイラートの騎兵により打撃を受けており、追撃することは出来ず帰還の途に着き、8月に北京へと帰りついた。戦後、明の力を知ったオイラートは謝罪して明に帰服した。モンゴルの方もおとなしかったので漠北にしばしの平和が訪れた。
しかしオイラートが叩かれると再びモンゴルが勢力を拡大して、永楽十四年ごろから両部の間での戦いが始まる。アルクタイは明に対して反抗的な態度を取るようになり、永楽19年（1421年）ごろには明の北方に侵攻して来るようになった。これに永楽帝は三度目の親征軍を起こさんとするが、群臣から反対の意見が相次いだ。戸部尚書夏原吉・兵部尚書方賓・刑部尚書呉中が反対するも永楽帝は強硬に意見を押し通し、方賓は縊死した上に死体を晒し者にされ、夏原吉と呉中は投獄されて永楽帝の在世中は出ることが叶わなかった。
重臣たちの反対を押し切り、永楽帝率いる親征軍は永楽20年（1422年）3月に北京を進発した。しかしアルクタイは永楽帝出陣の報を聞くとすぐに遁走を始め、永楽帝はこれを追撃するものの追いつけず。結局戦いらしい戦いも無いままに兵を引き上げ、9月に北京に帰還した。
空振りに終わった第三次親征の翌永楽21年（1423年）7月に再びアルクタイが国境に現れたので、第四次親征を行う。しかし長城の手前の宣府まで来たところで既にアルクタイがオイラートに敗れたとの情報が入り、遠征自体が無意味になってしまった。引き上げるのを良しとしない永楽帝は宣府に留まっていたがモンゴルのエセントガンが降服してきたのでこれを一応の戦果としてようやく軍を引き上げた。北京に帰還したのが11月のことである。
そして翌永楽22年（1424年）に再びアルクタイが侵攻してきたので、永楽帝は5度目の親征軍を発する。永楽帝はこの親征途中にて病没することになる（#最期で後述。）。

##### 鄭和の大航海
永楽帝は宦官の鄭和を長とした大艦隊を南方に7度に渡って派遣し、最も遠い所で東アフリカのマリンディにまで達した。
第一回は即位間もない永楽3年（1405年）のことで、このとき鄭和が率いたのが兵士2万7800、現在で言うところの8000トン級の大船が62隻・それ以外に小舟が多数。という大艦隊であった。6月に蘇州を出発した艦隊はチャンパ・スマトラ・カリカットなどの諸国を訪れてセイロンまで達した。そして各国の使者を帰りの船に乗せて永楽5年（1407年）9月に帰国した。帰国の翌十月に再び出発して永楽7年（1409年）7月に帰国、更に九月に出発して永楽9年（1411年）6月に帰国と立て続けに航海が行われた。
四回目は二年の間を置いて永楽11年（1413年）10月に出発。艦隊はカリカットに至ったあとに今までよりも西に進みホルムズ・アデンにまで到達した。またこの航海に先立って明に対してスマトラ国王が継承戦争への援助を求めていたので、鄭和は兵を率いて反逆者を逮捕して明へ連れ帰った。帰国は永楽13年（1415年）8月。第五回は永楽15年（1417年）に出発。このときに別働隊はアフリカ東海岸マリンディにまで到達して、ライオンやサイなどの珍しい動物を連れ帰った。第六回は永楽19年（1421年）に出発。スマトラに至ったあとに2隊に分かれ、本隊はここから帰国したが別働隊は再びアフリカ東海岸にまで至った。
七回目は永楽帝死後、孫の宣徳帝の宣徳六年に行われ、このときに別働隊がメッカへ訪問した。この航海によりそれまで来朝したことのなかった多数の国から朝貢使が届くようになり、数々の外国産の産物が中国へもたらされた。また副産物としてこの航海を期に東南アジアに進出する中国人が増加し、現在の華僑の礎となった。

##### 南方
建文2年（1400年）、安南を支配していた陳朝が胡季犛に簒奪されて滅び（胡朝）、その子の胡漢蒼がさらに南方のチャンパ（占城）を攻撃した。チャンパ王のインドラ・ヴァルマン6世が明に援軍を求めてきたため、永楽4年（1406年）に安南に遠征し（明胡戦争、明・大虞戦争）、ここに交趾布政司を置いて直轄領とした（第四次北属期）。しかしこの後も現地の抵抗は続き、永楽16年（1418年）に挙兵した黎利は長きに渡る戦いの末に宣徳3年（1428年）に後黎朝が建てられ、明はベトナムを放棄することとなる。

##### 東方・西方
満洲（現在の中国東北部）の女真族に対して積極的に招撫策を行い、洪武年間に5つしか無かった羈縻衛所が永楽の半ごろには200を超えており、これを通じてモンゴルを牽制する体制を整えた。
また倭寇問題などで対立していた日本とも和解し、永楽2年（1404年）に前将軍足利義満から永楽帝の即位を祝賀する使節を送られ、貿易を求めてきた。永楽帝は当時猛威を振るっていた倭寇の取締りを求めると同時に、義満を「日本国王」に冊封し、朝貢貿易も許した。永楽帝は義満を評価しており、その死の翌年に弔問使を日本に遣わし「恭献王」の諡を贈っている。この関係は義満の後継者である足利義持によって永楽9年（1411年）に明の使者が追い返されるまで続いた。
洪武帝と孝慈高皇后の追善供養を執り行わせることを名目としてカルマパの活仏であるデシンシェクパを招いた。初めは永楽帝はデシンシェクパの後ろに明が立つことでチベットを収めようとしていたが、デシンシェクパに当地の状況を聞いて、チベット仏教の各宗派の長にそれぞれ地位を授けることで分割統治することとした。
またチベットの更にその西方には急速に勢力を拡大したティムール朝が存在しており、開祖ティムールは明を征服することを企図していたが、ティムールの急死によって取りやめとなった。その後、明とティムール朝とは使者を送り合って関係を回復した。

### 最期
永楽22年（1424年）正月、アルクタイが大同に来襲したとの報を受けて、4月に5度目のモンゴル親征の軍を発する。砂漠地帯に入った永楽帝はアルクタイの部衆が冬の寒さで多くの家畜を失って消耗し、ネメルゲン河の辺に移動しているとの情報を得た。しかし明軍がネメルゲン河にたどり着くとアルクタイはだいぶ前に逃げ去った後であり、周辺を捜索しても敵の姿を見つけることは出来なかった。食料も残り少なくなったので軍を引き返すこととなったが、永楽帝は帰りの道中にて病を得て楡木川（現在の内モンゴル自治区ドロン県の西北）というところで身動きが取れなくなった。永楽帝の命が北京に伝えられて朱高熾が即位して洪熙帝となった。そして永楽帝はそのまま永楽22年7月28日（1424年8月12日）に崩御。享年65。
遺体は8月に北京へと帰り長陵（明の十三陵）に葬られた。太宗（たいそう）の廟号、体天弘道高明広運聖武神功純仁至孝文皇帝の諡号を贈られたが、嘉靖年間に成祖、啓天弘道高明肇運聖武神功純仁至孝文皇帝と改称された。

## 年譜
この年譜は寺田1997,pp281-285と荷見2016,p105を参考に作成した。
| 西暦 | 元号   | 年     | 年齢 | 出来事                                                             |
| ---- | ------ | ------ | ---- | ------------------------------------------------------------------ |
| 1360 | 元至正 | 二十   | 1    | 朱棣誕生。                                                         |
| 1368 | 洪武   | 元     | 9    | 朱元璋、皇帝に即位（洪武帝）。                                     |
| 1370 | 洪武   | 三     | 11   | 燕王に封ぜられる。                                                 |
| 1390 | 洪武   | 二十三 | 31   | 兄の晋王と共にモンゴルへ出兵し、勝利する。                         |
| 1392 | 洪武   | 二十五 | 33   | 皇太子朱標死去。                                                   |
| 1398 | 洪武   | 三十一 | 39   | 洪武帝崩御。朱允炆が即位（建文帝）                                 |
| 1399 | 建文   | 元     | 40   | 朱棣、挙兵。靖難の変の始まり。                                     |
| 1402 | 建文   | 四     | 43   | 朱棣軍、南京を占領。皇帝に即位する（永楽帝）。                     |
| 1403 | 永楽   | 元     | 44   | 北平（北京）を都とする。足利義満を日本国王に冊封。                 |
| 1405 | 永楽   | 三     | 46   | 鄭和、第一回航海に出発。『永楽大典』の編纂を命ずる（六年に完成）。 |
| 1406 | 永楽   | 四     | 47   | 安南（ベトナム）に出兵。安南を直轄地とする。                       |
| 1407 | 永楽   | 五     | 48   | 鄭和第二回航海。                                                   |
| 1409 | 永楽   | 七     | 50   | 丘福をモンゴル討伐に向かわせるものの敗北。鄭和第三回航海。         |
| 1410 | 永楽   | 八     | 51   | モンゴルへ第一次親征。                                             |
| 1413 | 永楽   | 十一   | 54   | 鄭和第四回航海。                                                   |
| 1414 | 永楽   | 十二   | 55   | 第二次親征。                                                       |
| 1417 | 永楽   | 十五   | 58   | 鄭和第五回航海。                                                   |
| 1421 | 永楽   | 十九   | 62   | 鄭和第六回航海。                                                   |
| 1422 | 永楽   | 二十   | 63   | 第三次親征。                                                       |
| 1423 | 永楽   | 二十一 | 64   | 第四次親征。                                                       |
| 1424 | 永楽   | 二十二 | 65   | 第五次親征。途上で没す。洪熙帝即位。                               |

## 評価

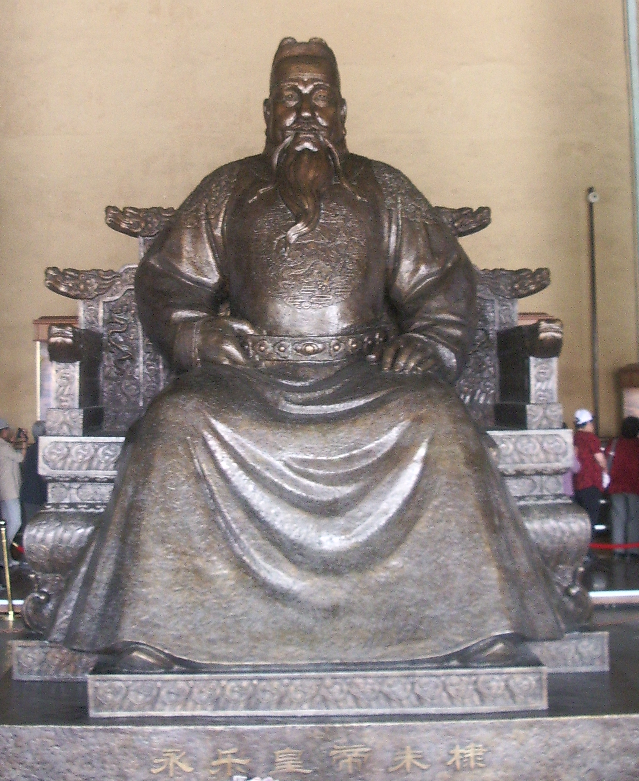
永楽帝の像

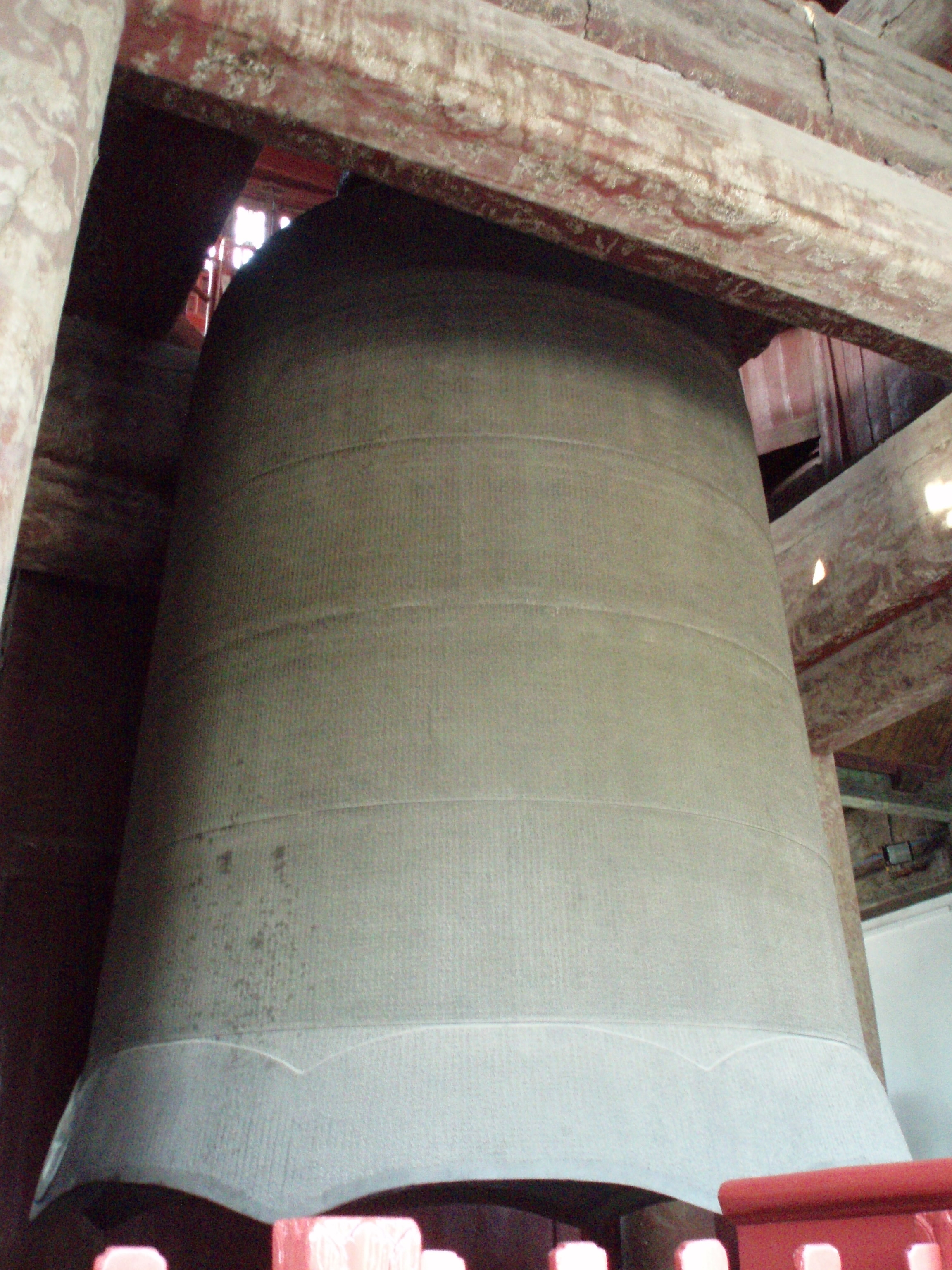
世界最大の仏鐘、永楽大鐘（北京市）

『明史』「成祖本紀」には「若くして兵学を修め、勇武の才略は太祖洪武帝にも匹敵した」と軍事の才能を褒め、「即位後自ら倹約を行い自然災害が発生したら人民をただちに救済し、人物を良く見抜いて適材を適所に配した」と行政面での見識を賞賛しつつ、「甥にあたる建文帝を倒して帝位を奪ったことは隠すことができない」と靖難の変を汚点の一つとして記している。
永楽帝はモンゴル親征と鄭和の大航海など華々しい外政がつとに目立つ皇帝である。国内整備に時間を取られた洪武帝とはその点で対照的である。そのため永楽帝は外政には功績を残したが、内政には見るべき点がないなどと評されることもある。
伝記『永楽帝』を著した寺田隆信は「永楽帝は、偉大な、スケールの大きい、大型の皇帝であった。」「永楽帝の治世は、明一代はいうまでもなく、ながい中国史のなかでも、もっともかがやかしい時代の一つとして記憶されている。」と称賛する。一方で近代化後の中国では父洪武帝と共に永楽帝が確立した専制支配体制が中国の「近代」化を遅らせたという批判があり、評価を落としている。ただし永楽帝の華々しい対外政策を評価する声もある。
その華々しい外征は何のために行われたのだろうか。
鄭和の大航海について。膨大な費用を用いて行われたこの航海は何を目的としていたのだろうか。この点については古くから種々の意見がある。詳しくは鄭和の項を参照。これらの説に対して寺田は新しく成立した明という帝国には新たなエネルギーが溢れており、国内の産物のみでは国の需要を賄うには不足であって外国からの産物を必要としていた。ただし表向きには朝貢以外を認めない海禁政策を採る明においては朝貢国を拡張する必要に迫られていた。それが鄭和の大航海の理由であるとする。
『永楽帝 -華夷秩序の完成-』を著した檀上寛は永楽帝（および洪武帝）には理想像あるいは超えるべき壁として元の創始者クビライの存在があった。クビライはモンゴル高原と中国とを同時に支配した皇帝であり、華夷秩序の頂点として目指すべき姿であった。洪武帝も末期の元を批判してはいるもののクビライについては称賛している。本来は洪武帝もクビライが達成した「盛時」を再現することを目指していたのだが、明王朝の安定を優先した洪武帝にはそれは叶わぬ夢であった。これに対して永楽帝はモンゴル親征・鄭和の大航海・チベット服属、そしてクビライがついに征服できなかった日本も傘下に収めることで、四夷朝貢の盛時を演出することでクビライを超えることを目標としたのである。とする。この永楽帝がクビライの後継者たらんとしていたというのは元々は宮崎市定が提示したものである。

## 宗室

### 父母
- 父：洪武帝

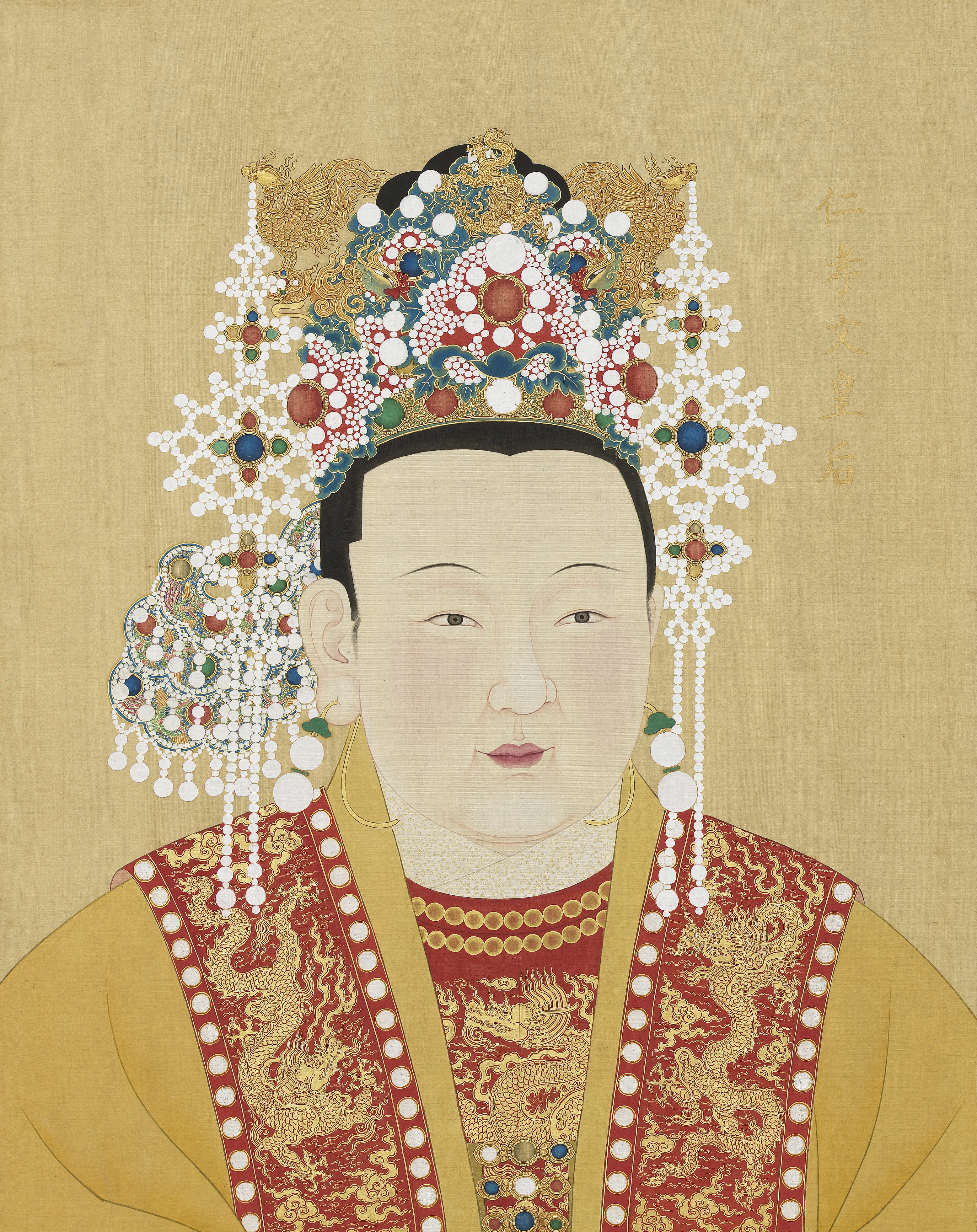
仁孝文皇后徐氏

- 母：孝慈高皇后馬氏 - ただし実際には生母ではないという考えが現在の定説[196]。

### 后妃
- 皇后：仁孝文皇后徐氏 - 中山王徐達の長女。
- 昭献貴妃王氏 - 蘇州出身。1420年薨。
- 恭献賢妃権氏 - 朝鮮出身。権永均の妹。1410年薨。
- 忠敬昭順賢妃喩氏（中国語版）
- 恭順栄穆麗妃陳氏 - 陳懋の次女。1424年殉死。
- 康靖荘和恵妃崔氏 - 朝鮮出身。1424年殉死。
- 康穆懿恭恵妃呉氏（中国語版） - 1424年殉死。
- 端静恭恵淑妃楊氏
- 恭和栄順賢妃王氏
- 昭粛靖恵賢妃王氏
- 昭恵恭懿順妃王氏
- 恵穆昭敬順妃銭氏
- 康恵荘淑麗妃韓氏（中国語版） - 朝鮮出身。韓確（中国語版）の姉で、仁粋大妃の叔母。1424年殉死。
- 安順恵妃龍氏
- 昭順徳妃劉氏
- 康懿順妃李氏
- 恵穆順妃郭氏
- 昭懿貴妃張氏 - 張玉の娘。
- 順妃任氏 - 朝鮮出身。1421年自殺。
- 妃黄氏 - 朝鮮出身。1421年刑死。
- 昭儀李氏 - 朝鮮出身。1421年刑死。
- 婕妤呂氏 - 朝鮮出身。1413年炮烙で刑死。
- 恭栄美人王氏
- 景恵美人盧氏
- 荘恵美人（姓氏不詳）

永楽帝が崩御した時、妃嬪と宮女共に30人ほどが殉死を命じられた。

### 男子
- 長男：朱高熾 - 洪熙帝。母は徐皇后
- 次男：朱高煦 - 漢王。母は徐皇后
- 三男：朱高燧 - 趙王。母は徐皇后
- 四男：朱高爔（中国語版） - 母は康穆懿恭恵妃呉氏。夭折

### 女子
- 長女：永安公主（中国語版） 朱玉英[197] - 母は徐皇后。広平侯袁容（中国語版）に降嫁した。
- 次女：永平公主（中国語版） - 母は徐皇后。富陽侯李譲（中国語版）に降嫁した。
- 三女：安成公主（中国語版） - 母は徐皇后。西寧侯宋琥（中国語版）に降嫁した。
- 四女：咸寧公主（中国語版） 朱智明[198] - 母は徐皇后。西寧侯宋瑛（中国語版）（宋琥の弟）に降嫁した。
- 五女：常寧公主（中国語版） - 沐昕（中国語版）に降嫁した。

## 登場作品
永楽帝を主人公とする歴史小説
- 『運命』 - 靖難の変を題材にした幸田露伴の歴史小説。
- 伴野朗『永楽帝』徳間書店、1999年。

テレビドラマ
- 穿越時空的愛戀（2002年、中国、演：万弘傑）日本未公開
- 永楽英雄伝（中国語版）（2004年、中国、演：コウ・シーシュン（中国語版））
- 大明帝国 朱元璋（2006年、中国、演：銭琳）
- 鄭和下西洋（2007年、中国中央電視台、演：唐国強）日本未公開
- 六龍が飛ぶ（2015年、SBS、演：ムン・ジョンウォン（朝鮮語版））
- 王朝の謀略 周新と10の怪事件（中国語版）（2018年、中国、演：リウ・ウェンジー）
- 大明皇妃 -Empress of the Ming-（2019年、中国、演：ワン・シュエチー）
- 永楽帝〜大明天下の輝き〜（2022年、中国、北京電視台、演：チョン・イー、ウィリアム・フォン）